# Petra Lobinger
Petra Lobinger (geb. Laux, in erster Ehe Schneider; * 24. Januar 1967 in Weidenau) ist eine ehemalige deutsche Leichtathletin, die sich auf den Dreisprung spezialisiert hatte.

## Sportliche Karriere
Petra Lobinger startete für die LAG Siegen und später für die Leichtathletikabteilung des TSV Bayer 04 Leverkusen. 1992 wurde sie erstmals Deutsche Meisterin im Dreisprung. Weitere Titel folgten von 1996 bis 1998, als sie sowohl im Freien als auch in der Halle dreimal in Folge siegte. Dagegen konnte sie bei internationalen Meisterschaften keine Podestplätze erreichen. Bei den Weltmeisterschaften 1993 in Stuttgart und bei den Olympischen Spielen 1996 in Atlanta schied sie bereits in der Qualifikation aus. 
Ihr bestes internationales Resultat erzielte sie mit dem fünften Platz bei den Hallenweltmeisterschaften 1997 in Paris, als sie mit einer Weite von 14,36 m einen deutschen Hallenrekord aufstellte, der fast 14 Jahre lang Bestand hatte. Bei den Halleneuropameisterschaften 1998 in Valencia belegte sie den achten Rang.
Lobinger ist 1,80 m groß und hatte ein Wettkampfgewicht von 67 kg.

## Bestleistungen
- Dreisprung (Freiluft): 14,31 m, 6. Juni 1997, Mainz
- Dreisprung (Halle): 14,36 m, 8. März 1997, Paris

## Privates
In erster Ehe war sie mit dem Weitspringer Wolfgang Schneider verheiratet. 1994 heiratete sie den Stabhochspringer Tim Lobinger, den sie bei den Weltmeisterschaften 1993 in Stuttgart kennengelernt hatte. Aus dieser Ehe gingen zwei Kinder hervor. Das Paar ließ sich 2003 scheiden. Ihr Sohn Lex-Tyger Lobinger ist Profi-Fußballspieler.